# ГЕС Хохейкьо
ГЕС Хохейкьо (яп. 豊平峡発電所, Хо:хеікьо: хацуденшьо, Гепберн: Hōheikyō hatsudensho) — гідроелектростанція в Японії на острові Хоккайдо. Використовує ресурс із річки Тойохіра, яка на північній околиці міста Саппоро впадає ліворуч до Ісікарі, котра сама невдовзі завершується на західному узбережжі острова (басейн Японського моря).
В межах проекту річку перекрили бетонною арковою греблею висотою 103 метра та довжиною 305 метрів, яка потребувала 285 тис. м3 матеріалу. Вона утримує водосховище з площею поверхні 1,5 км2 та об'ємом 47,1 млн м3, з яких 37,1 млн м3 відносяться до корисного об'єму.
Зі сховища під правобережним масивом прокладено дериваційний тунель довжиною біля 6,5 км. Протранспортований ним ресурс у підсумку потрапляє до машинного залу, де встановлена одна турбіна типу Френсіс потужністю 51,9 МВт (після модернізації, первісно цей показник складав 50 МВт), яка розрахована на використання напору у 221 метр.